# Alden (Kansas)
Alden es una ciudad ubicada en el condado de Rice en el estado estadounidense de Kansas. En el año 2010 tenía una población de 168 habitantes y una densidad poblacional de 336 personas por km².

## Geografía
Alden se encuentra ubicada en las coordenadas 38°14′39″N 98°18′41″O / 38.24417, -98.31139 (38.244093, -98.311492)

## Demografía
Según la Oficina del Censo en 2000 los ingresos medios por hogar en la localidad eran de $36,442 y los ingresos medios por familia eran $36,250. Los hombres tenían unos ingresos medios de $26,944 frente a los $18,333  para las mujeres. La renta per cápita para la localidad era de $21,908. Alrededor del 1.1% de la población estaban por debajo del umbral de pobreza.